# 基爾科努米
基爾科努米（芬蘭語：Kirkkonummi）是芬蘭新地區的市鎮，位於該國東南部，始建於1330年，面積1,016平方公里，2013年人口37,668，人口密度為每平方公里102.89人。

## 友好城市
- 瑞典松德比贝里
- 爱沙尼亚帕爾迪斯基[1]

## 外部連結
- 官方网站 （文） （瑞典文）